# Övertalning (1971)
Övertalning (engelska: Persuasion) är en brittisk dramaserie från 1971 i regi av Howard Baker. Manuset är skrivet av Julian Mitchell, baserat på Jane Austens roman med samma namn från 1818. I huvudrollerna som Anne Elliot och Kapten Wentworth ses Ann Firbank och Bryan Marshall. Serien är producerad av Granada Television och spelades bland annat in i Lyme Regis och i Bath. Den visades för första gången den 18 april 1971 på ITV.

## Handling
En ekonomisk kris drabbar familjen Elliot vilket för dottern Anne till Bath, där hon åter får kontakt med sin ungdomskärlek, sjömannen Frederick Wentworth som just återvänt efter flera år till sjöss. Åtta år tidigare var de unga, förälskade och fulla av hopp om att få gifta sig. Men förlovningen accepterades inte av Elliots familj. Wentworth ansågs komma från enkla familjeförhållanden och de tvingade därför paret till en brytning. 
När åren nu har gått har Wentworth gått från enkel sjöman till kapten och anses vara en förmögen, framgångsrik ungkarl med högt anseende. De möts på nytt, med helt nya förutsättningar, men kan de återförenas i kärlekens tecken? Kan Anne reparera de misstag som tidigare begåtts eller kommer den eftertraktade kaptenen nu att välja någon annan?

## Rollista i urval
- Ann Firbank - Anne Elliot
- Bryan Marshall - Kapten Wentworth
- Basil Dignam - Sir Walter Elliot
- Valerie Gearon - Elizabeth Elliot
- Marian Spencer - Lady Russell
- Georgine Anderson - Mrs. Croft
- Richard Vernon - Amiral Croft
- Morag Hood - Mary Musgrove
- Rowland Davies - Charles Musgrove
- Mel Martin - Henrietta Musgrove
- Zhivila Roche - Louisa Musgrove
- Noel Dyson - Mrs. Musgrove
- William Kendall - Mr. Musgrove
- Charlotte Mitchell - Mrs. Clay
- David Savile - Mr. Elliot
- Gabrielle Daye - Mrs. Rooke

## Avsnitt[7]
1. 18 april 1971
2. 25 april 1971
3. 2 maj 1971
4. 9 maj 1971
5. 16 maj 1971